# Hyptia peruanus
Hyptia peruanus är en stekelart som först beskrevs av Günther Enderlein 1905.  Hyptia peruanus ingår i släktet Hyptia och familjen hungersteklar. Inga underarter finns listade i Catalogue of Life.